# Paul Bunyan (Film)
Paul Bunyan ist ein US-amerikanischer animierter Kurzfilm von Les Clark aus dem Jahr 1958.

## Handlung
Ein Holzfäller findet eines Tages ein überdimensionales Baby in seinem Dorf. Die Dorfbewohner nennen das Kind Paul Bunyan. Eines Weihnachtstages bekommt der Jugendliche Paul eine Axt geschenkt und schlägt nun die Bäume des Waldes. Als es für ihn keine Arbeit mehr gibt, zieht er gen Westen. Eines kalten Wintertages, als sogar das Feuer zu Eis gefriert, findet er einen eisstarren, riesigen Stier, den er auftaut und Babe nennt. Beide werden unzertrennliche Freunde.
Paul und Babe arbeiten nun gemeinsam, ziehen Flüsse gerade oder formen bei ihren freundschaftlichen Streitereien unabsichtlich Gebirge und Wasserfälle in Amerika. Mit dem Fortschritt können sie jedoch nicht mithalten: Paul fordert den Vertreter für Elektrosägen Joe Muffaw zu einem Baumwettfällen auf, da er sich für unbesiegbar hält, unterliegt ihm jedoch knapp. Daraufhin zieht Paul mit Babe nach Alaska, wo noch heute die Polarlichter von ihren Aktivitäten zeugen.

## Produktion
Paul Bunyan kam am 1. August 1958 in die Kinos. Die Geschichte geht auf die Sage um Paul Bunyan zurück. Dieser wird im Film von Thurl Ravenscroft gesprochen. Der Titelsong Paul Bunyan wird von The Mellowmen interpretiert.

## Auszeichnungen
Paul Bunyan wurde 1959 für einen Oscar in der Kategorie „Bester animierter Kurzfilm“ nominiert, konnte sich jedoch nicht gegen Knighty Knight Bugs durchsetzen.